# 陳鋒
陳鋒（1967年12月30日—），為出生於印尼中爪哇省普禾格多的已退休男子羽毛球運動員。他專攻單打，原本參加印尼國家隊，後來入籍中華民國而改代表中華台北參賽。

## 經歷
雖然陳鋒早在1990年即已展現令人印象深刻的技術能力，但由於當時印尼國家隊好手如雲，男子單打世界排名更高的還有阿迪、魏仁芳、佐戈·蘇普里昂托、阿爾比與蔡祥林等人，因而經常無法代表國家出賽。
1990年代中期，陳鋒移居台灣並入籍後，開始他的羽毛球第二春。到了1990年代末期，已經超過30歲的他才逐漸打出好成績。他除了贏得多項國際賽冠軍外，還以31歲的「高齡」獲得1999年世界羽毛球錦標賽亞軍，僅敗給中國隊的孫俊。

## 主要成就
只列出曾進入準決賽的國際賽事成績：
| 名次             | 項目     | 日期       | 地點                 |
| ---------------- | -------- | ---------- | -------------------- |
| 世界羽毛球錦標賽 |          |            |                      |
| 2                | 男子單打 | 1999       | 丹麥哥本哈根         |
| 亞洲羽毛球錦標賽 |          |            |                      |
| 3                | 男子單打 | 1999       | 馬來西亞吉隆坡       |
| 羽球公開賽       |          |            |                      |
| 1                | 男子單打 | 1990       | 德國公開賽           |
| 1                | 男子單打 | 1990       | 波蘭公開賽           |
| 1                | 男子單打 | 1990       | 加拿大公開賽         |
| 1                | 男子單打 | 1993、1999 | 瑞士公開賽           |
| 1                | 男子單打 | 1996       | 世界羽毛球大獎賽決賽 |
| 1                | 男子單打 | 1996       | 香港公開賽           |
| 1                | 男子單打 | 1990、1998 | 美國公開賽           |
| 1                | 男子單打 | 1999       | 韓國公開賽           |
| 1                | 男子單打 | 1999       | 中華台北公開賽       |

## 外部連結
- BWF Player Profile[]